# Gran Premio di Francia 2022
Il Gran Premio di Francia 2022 è stata la dodicesima prova della stagione 2022 del campionato mondiale di Formula 1. La gara si è corsa domenica 24 luglio sul circuito Paul Ricard di Le Castellet ed è stata vinta dall'olandese Max Verstappen su Red Bull Racing-RBPT, al ventisettesimo successo in carriera; Verstappen ha preceduto all'arrivo i due piloti britannici della Mercedes, Lewis Hamilton e George Russell.
All'intero weekend di gara hanno assistito 200 000 spettatori, nuovo record per il Gran Premio di Francia al circuito Paul Ricard.

## Vigilia

### Aspetti tecnici
Per questo Gran Premio la Pirelli, fornitore unico degli pneumatici, offre la scelta tra gomme di mescola C2, C3 e C4, la tipologia di pneumatici che caratterizza la gamma centrale del genere di coperture messe a disposizione dall'azienda italiana, per la prima volta dalla disputa della prima edizione del Gran Premio di Miami, corsa a inizio maggio. A partire dall'edizione 2019 del Gran Premio, senza tener conto di quella del 2020 annullata a causa delle problematiche dettate dalla pandemia di COVID-19, l'azienda italiana ha sempre nominato la stessa tipologia.
La Federazione stabilisce le due tradizionali zone del Drag Reduction System in uso dall'edizione 2018 del Gran Premio quando quest'ultimo tornò a far parte del calendario del campionato mondiale di Formula 1 per la prima volta dalla stagione 2008 e nuovamente sul circuito del Paul Ricard, l'ultima volta utilizzato nel campionato del 1990 su un'altra configurazione, ove i piloti possono utilizzare il dispositivo mobile. La prima zona è fissata tra le curve 7 e 8, con punto di determinazione del distacco fra i piloti posto prima della curva 7, mentre la seconda zona è posta sul rettilineo principale dei box, con il detection point posizionato alla curva 14.
La Federazione rende noto che al termine della gara del precedente Gran Premio d'Austria, tra le prime dieci vetture classificate è stata sorteggiata la McLaren di Daniel Ricciardo per le verifiche tecniche. Le ispezioni hanno riguardato il completo sistema di alimentazione del carburante, comprese le sue tubazioni, il suo sistema di drenaggio, la disposizione idraulica dello stesso e i relativi cablaggi e i sensori. Tutti i componenti ispezionati sono risultati essere conformi al regolamento tecnico.
Rispetto all'edizione 2021 del Gran Premio, il circuito del Paul Ricard è oggetto di alcune modifiche. All'uscita della curva 7 è stato aggiunto uno strato di ghiaia. È stato installato un nuovo pannello dedicato alla segnalazione dell'ostruzione dell'entrata della corsia dei box, in cui la velocità dentro di essa viene stabilita a 60 km/h per questa corsia in questa gara, a differenza dei normali 80 km/h come da regolamento. La via di fuga alla curva 2 è stata rilivellata. Viene modificata la zona di disattivazione del limitatore di velocità dentro la corsia dei box, spostandola di 90 metri più avanti per ragioni di sicurezza. Questo cambiamento ha avuto conseguenze per i piloti e le squadre, creando malumori. I tempi dei pit stop vengono infatti allungati di circa quattro secondi, un numero che ha messo fuori gioco qualsiasi calcolo di strategia effettuato prima del giovedì incoraggiando così i team, potenzialmente, ad effettuare una sola sosta. Inoltre, i piloti hanno meno velocità quando escono dai box e quindi è più difficile per loro difendere la posizione alla curva 1.
La Federazione stabilisce che durante le qualifiche e la gara se un pilota non percorre correttamente l'uscita della curva 10 egli vede il tempo sul giro e immediatamente quello successivo cancellato dalla direzione gara. Alla curva 1 e alla curva 2 se un pilota non riesce a percorrere la curva 2 e passa completamente alla destra del primo dissuasore giallo fluorescente all'apice della curva, egli deve tenersi completamente alla destra del dissuasore giallo fluorescente e ricongiungersi alla pista guidando attraverso le due schiere di blocchi passando alla destra del primo e alla sinistra del secondo. Alla curva 3, 4 e 5 se un pilota non riesce a percorrere la curva 4 e passa completamente alla sinistra del dissuasore giallo fluorescente all'apice della curva, deve mantenersi completamente alla sinistra del dissuasore giallo fluorescente e ricongiungersi alla pista guidando alla sinistra del blocco di polistirolo posto alla curva 5. Alla curva 8 e alla curva 9 se un pilota va dritto alla curva 8 egli deve rientrare in pista guidando attraverso le quattro schiere di blocchi posti nella via di fuga, alla sinistra del primo, alla destra del secondo, alla sinistra del terzo e
alla destra del quarto.
Prima dell'inizio della prima sessione di prove libere del venerdì viene rimossa l'istruzione stabilita in precedenza dalla direzione gara in atto durante le qualifiche e la gara in cui se un pilota non avrebbe percorso correttamente l'uscita della curva 10 si sarebbe visto il tempo sul giro e immediatamente quello successivo cancellato dai commissari sportivi.
Sulla vettura di Lewis Hamilton viene installata la terza unità relativa al turbocompressore e all'MGU-H, e la seconda unità relativa al sistema di recupero dell'energia e all'unità di controllo elettronico. Sulla vettura di George Russell viene installata la seconda unità relativa al sistema di recupero dell'energia e all'unità di controllo elettronico, e sulla vettura di Zhou Guanyu la seconda unità relativa al sistema di recupero dell'energia. Sulla vettura di Max Verstappen e Lando Norris viene installata rispettivamente la quarta e la terza unità relativa all'impianto di scarico. Tutti i piloti non sono penalizzati sulla griglia di partenza in quanto i nuovi componenti installati rientrano tra quelli utilizzabili nel numero massimo stabilito dal regolamento tecnico. Sulla vettura di Carlos Sainz Jr. viene installata la seconda unità relativa al sistema di recupero dell'energia e la terza unità relativa all'unità di controllo elettronico. Il pilota spagnolo della Ferrari è penalizzato di dieci posizioni sulla griglia di partenza in quanto il secondo nuovo componente installato supera quelli utilizzabili nel numero massimo stabilito dal regolamento tecnico.
Prima dell'inizio della terza sessione di prove libere del sabato, vengono rimossi i dissuasori adiacenti alla pista all'uscita della curva 5 e della curva 15. Dopo le critiche durante il briefing da parte dei piloti sullo spostamento della zona di disattivazione del limitatore di velocità dentro la corsia dei box, un pannello digitale viene posizionato sopra il muretto dei box adiacente all'uscita del box alla destra del pilota. Ogni volta che una vettura lascia la corsia dei box, esso si illumina mostrando una freccia che punta a sinistra per informare i piloti in pista che una vettura sta uscendo dalla pit lane.

### Aspetti sportivi
Il Gran Premio rappresenta il dodicesimo appuntamento stagionale a distanza di due settimane dalla disputa del Gran Premio d'Austria, undicesima gara del campionato, prova d'intermezzo del calendario della stagione composto da 22 corse. È la sesta gara complessiva del campionato nel vecchio continente, la terza consecutiva a disputarsi in Europa, così come la terza prova nel mese di luglio e la prima della seconda parte della stagione. Il contratto per la disputa del Gran Premio di Francia nel calendario del campionato mondiale di Formula 1, sempre sul circuito del Paul Ricard, ha una valenza fino al termine della stagione corrente. Sponsor del Gran Premio per questa edizione è, per la prima volta, la multinazionale cinese Lenovo. A differenza della precedente edizione del 2021, corsa nella parte iniziale del campionato nel mese di giugno come accadde fin dal 2018 quando il Gran Premio tornò a far parte del calendario del campionato mondiale di Formula 1 per la prima volta dalla stagione 2008, all'epoca con la gara corsa sul circuito di Nevers Magny-Cours, la Federazione colloca il Gran Premio nella parte centrale del campionato, nel mese di luglio, per la prima volta dall'edizione del 2007. Sono attesi circa 205 000 spettatori nel corso del weekend di gara, il quale rappresenta il record assoluto per il Gran Premio. È consentita la capienza massima per gli spettatori sulle tribune dopo che nell'edizione precedente il limite fu fissato a 15 000 spettatori a causa della pandemia di COVID-19.
Presente nel calendario del campionato mondiale di Formula 1 fin dall'edizione inaugurale del 1950 e valido quale prova della categoria dallo stesso anno, il Gran Premio di Francia, insieme a quelli di Monaco, Svizzera, Belgio, Gran Bretagna e Italia, compresa un'edizione della 500 Miglia di Indianapolis valida per il mondiale, fu una delle prove che caratterizzò il calendario dell'edizione inaugurale del mondiale di Formula 1. Il Gran Premio, il quale vede la disputa della sua novantesima edizione, la sessantaduesima valida per il mondiale, è il più antico della storia automobilistica con la prima edizione, non valida per il mondiale, avuta luogo nel 1906 a Le Mans. Il circuito del Paul Ricard, per diciassette volte, su tre diverse configurazioni, la cui la più recente in uso dalla categoria dal 2018, sede attuale della gara e utilizzato per la prima volta nella stagione 1971, è dietro solo al circuito di Nevers Magny-Cours con diciotto per numero di edizioni ospitate, sede utilizzata tra il 1991 e il 2008. Il Gran Premio è stato corso anche in altre località: il circuito di Reims ha ospitato la gara per undici volte tra il 1950 e il 1966, seguito da cinque edizioni a testa dal circuito di Rouen-Les Essarts tra il 1952 e il 1968 e dal circuito di Digione tra il 1974 e il 1984, insieme a quattro edizioni sul circuito di Clermont-Ferrand tra il 1965 e il 1972 e una sul circuito Bugatti nel 1967. Il Gran Premio di Francia non è stato corso nella stagione 1955, nel quale fu cancellato a causa del disastro di Le Mans durante la 24 Ore, l'incidente più grave della storia dell'automobilismo, e tra il 2009 e il 2017 in quanto fu annunciato nel 2008 che la gara non si sarebbe più corsa sul circuito di Nevers Magny-Cours. In assenza di altri candidati credibili, il Gran Premio non fu incluso nel calendario della stagione, tornando a farne parte nel 2018 nella sede di Le Castellet. L'edizione del 2020 fu invece annullata, insieme ad altri numerosi Gran Premi, a causa dell'emergenza sanitaria dettata dalla pandemia di COVID-19.
A partire da questo Gran Premio, inizialmente, sarebbe dovuta essere operativa la direttiva tecnica contro il saltellamento delle vetture in pieno rettilineo avanzata da parte della Federazione nei Gran Premi precedenti. Alla vigilia del Gran Premio del Canada, l'organo mondiale dell'automobilismo avvia un'indagine per studiare quanto il saltellamento delle vetture in pieno rettilineo sia pericoloso per i piloti, non solamente per la sicurezza in pista, ma anche per le ripercussioni sul fisico. I sobbalzi sono risultati particolarmente accentuati sul lungo rettilineo del circuito di Baku durante il Gran Premio d'Azerbaigian, destando più di una preoccupazione per i piloti, in particolare per quello britannico della Mercedes, Lewis Hamilton, protagonista di forti dolori alla schiena causati dal saltellamento, la cui presenza viene messa inizialmente in dubbio per la gara canadese, ma successivamente smentita dallo stesso pilota. La Federazione vuole avere un quadro completo, consultando medici specialistici e raccogliere dati da altre serie, per esempio dal rally. Viene emanata una direttiva tecnica in cui viene spiegato che nell'interesse della sicurezza è necessario intervenire per richiedere ai team di apportare le modifiche necessarie per ridurre o eliminare questo fenomeno del saltellamento. Nel dettaglio, l'organo mondiale dell'automobilismo decide di intervenire su alcuni punti, come un controllo più attento del fondo vettura e la definizione di una metrica, basata sull'accelerazione verticale della vettura, che fornisce un limite quantitativo per il livello accettabile di oscillazioni verticali. Viene inoltre preannunciato un incontro con le squadre. Nel Gran Premio canadese la Federazione si limita a raccogliere i dati nella terza sessione di prove libere del sabato, senza applicare penalità visto il poco tempo lasciato a disposizione delle squadre. Dopo i dati raccolti, alla vigilia del Gran Premio di Gran Bretagna, la Federazione rende noto alle squadre che la direttiva è attiva a partire da questo Gran Premio. Essa inoltre stabilisce alcuni nuovi parametri riguardo all’usura del fondo e alla rigidità del pattino centrale che le squadre devono rispettare. Prima del precedente Gran Premio d'Austria, viene stabilito che l’operatività della direttiva tecnica è stata spostata da questa gara al Gran Premio del Belgio, da disputarsi a fine agosto dopo la pausa estiva di tre settimane. Alcune squadre, comunque, minacciano azioni legali contro la Federazione riguardo al nodo degli interventi sul saltellamento delle vetture e sul fondo piatto, con le direttive tecniche introdotte per motivi di sicurezza. La votaziona, non prevista dal regolamento dato che le azioni sono motivate da un’urgenza di sicurezza, avrebbe normalmente richiesto una maggioranza di otto team per essere approvata.
Pochi giorni dopo la disputa del precedente Gran Premio d'Austria, nella riunione del comitato tecnico consultivo, alla presenza della Federazione, della Formula 1 e dei direttori tecnici dei team, viene ribadito con determinazione l'impegno a ridurre il più possibile il problema del saltellamento delle vetture in pieno rettilineo, noto come porpoising. Nei diversi punti emersi durante la riunione viene reso noto che sebbene il problema sembri apparentemente ridotto nelle ultime gare, va considerato che esse si sono svolte in circuiti in cui tale effetto è risultato inferiore rispetto alla media. Nei prossimi mesi si svolgono gare in cui si prevede un effetto nuovamente maggiore; sebbene i team stiano capendo sempre più come tenere sotto controllo il problema, la tendenza per il 2023, con le vetture che svilupperanno ancor più deportanza, avrà molto probabilmente un peggioramento delle oscillazioni; le misure a breve termine messe in atto per il Gran Premio del Belgio in programma a fine agosto non sono da considerare necessariamente una soluzione a lungo termine del problema. La metrica che quantifica le oscillazioni verticali deve dunque rimanere al di sotto dei valori prescritti. Le scuderie utilizzano questa metrica già in questo Gran Premio per capire le implicazioni sull’assetto delle proprie vetture. Nella riunione viene trovato un accordo tra team e Federazione per inasprire i test di carico sul roll bar, dopo il grave incidente occorso al pilota cinese dell'Alfa Romeo, Zhou Guanyu, nel Gran Premio di Gran Bretagna, in cui tale componente è collassato con l'impatto sull'asfalto a seguito del ribaltamento della vettura. La Federazione, inoltre, si appresta a rafforzare le procedure per assicurarsi che la deformazione del fondo piatto rispetti le prescrizioni del regolamento. L'intento è quello di rafforzare le attuali procedure di verifica su un componente la cui deformazione sulle precedenti vetture era meno influente e i cui test di controllo pertanto non erano esenti da imperfezioni. I punti principali sono l'innalzamento di 25 mm dei bordi laterali del fondo vettura, l’aumento dell’altezza della chiglia del diffusore, presente sotto il fondo, l'introduzione di test più severi di deflessione laterale del fondo e l’introduzione di un sensore più preciso per aiutare a quantificare le oscillazioni aerodinamiche.
Per il pilota vicecampione del mondo e britannico della Mercedes, Lewis Hamilton, si tratta del trecentesimo Gran Premio a cui prende parte nella storia della categoria, alla sua sedicesima stagione, dopo aver debuttato nel Gran Premio d'Australia 2007 con la scuderia McLaren, divenendo da allora il pilota più vincente della storia del mondiale, insieme al tedesco Michael Schumacher, con sette titoli mondiali, tra cui uno con la scuderia britannica nel 2008 e sei con la scuderia tedesca nel 2014, 2015, 2017, 2018, 2019 e 2020, attraverso 103 vittorie, 103 pole position, 186 podi, 60 giri veloci, 19 Hat tricks, 6 Grand Chelems, 173 partenze dalla prima fila, 178 volte in cui ha condotto una gara, 259 piazzamenti a punti, 17 093 giri completati che equivalgono a 86 045 km percorsi, 27 ritiri, 4 274,5 punti e 5 404 giri condotti in testa che corrispondono a 27 518 km. Hamilton diviene il sesto pilota a raggiungere le 300 gare nella storia della categoria, dopo il finlandese Kimi Räikkönen con 349, lo spagnolo dell'Alpine Fernando Alonso con 344, il brasiliano Rubens Barrichello con 322, il britannico Jenson Button e il tedesco Michael Schumacher con in totale 306 Gran Premi. Hamilton ha preso parte a tutti i Gran Premi, tranne al Gran Premio di Sakhir 2020, venendo sostituito dal connazionale George Russell, all'epoca in forza alla Williams, a causa della positività al SARS-CoV-2. La Federazione rende noto che il precedente direttore di gara, l'australiano Michael Masi, attivo dal 2019 e 2021 in sostituzione dello scomparso Charlie Whiting, e venendo sostituito in alternanza a partire da questo campionato da due direttori di gara, il tedesco Niels Wittich e il portoghese Eduardo Freitas, dopo gli episodi accaduti durante il Gran Premio di Abu Dhabi 2021, ultima gara del campionato, valida per l'assegnazione del titolo mondiale tra l'olandese della Red Bull Racing, Max Verstappen, e il britannico della Mercedes, Lewis Hamilton, lascia l'organo mondiale dell'automobilismo, dopo che gli era stato assegnato un ruolo diverso all'interno della Federazione una volta sollevato dall'incarico di direttore di gara. La Formula 1 e il marchio spagnolo Santander uniscono le forze per offrire la loro esperienza comune in materia di business, innovazione e sostenibilità così da sostenere la prossima generazione di imprenditori. Nell'ambito di una partnership promozionale, la categoria amplifica il concorso "Santander X Global Challenge | Countdown to Zero" che sfida gli imprenditori a creare soluzioni sostenibili per il futuro. Il Public Investment Fund, fondo saudita, entra nella scuderia britannica Aston Martin come secondo azionista, acquisendo una quota di partecipazione di poco inferiore al 17%, nel tentativo di risollevare il team dalla crisi economica. Il costruttore festeggia il centenario per quanto riguarda l’impegno nelle corse automobilistiche, il cui primo modello di vettura da corsa debuttò proprio in Francia nel 1922. La scuderia tedesca Mercedes investe in carburante sostenibile per l'aviazione. Il progetto rientra nell'ambito dell'impegno a ridurre ulteriormente le emissioni di anidride carbonica e dell'ambizione di raggiungere le zero emissioni nette entro il 2030, obiettivo posto in essere anche dalla stessa Formula 1 in precedenza. La Ferrari fissa una nuova partnership con Frecciarossa. La Williams è l'unica a non aver sottoscritto la carta per la diversità e l’inclusione, che impegna ogni singola squadra ad adottare misure per compiere concreti passi avanti in questo campo. Nel corso del weekend di gara, prima di ogni sessione, i caschi e le tute dei piloti vengono posti in frigo contro il rischio ipertermia visto le alte temperature dell'ambiente.
Il pilota di riserva della Mercedes campione 2020-2021 di Formula E e 2019 di Formula 2, l'olandese Nyck de Vries, prende parte alla prima sessione di prove libere del venerdì, in sostituzione di Lewis Hamilton. Per De Vries, che utilizza il numero 19, è il secondo schieramento in stagione dopo aver debuttato in un weekend di gara di Formula 1 nel corso della prima sessione di prove libere del venerdì del Gran Premio di Spagna al posto di Alexander Albon alla Williams, dove utilizzò il numero 45. Il polacco Robert Kubica prende il posto di Valtteri Bottas all'Alfa Romeo con il numero 88, anche lui venendo schierato per la seconda volta in stagione dopo aver preso il posto dell'altro pilota della scuderia, il cinese Zhou Guanyu, sempre nel Gran Premio di Spagna. A partire da questo campionato, secondo il regolamento sportivo, tutte le dieci squadre iscritte al campionato hanno l'obbligo di schierare, durante le sessioni di prove libere, almeno due piloti giovani. Le squadre hanno un numero prestabilito di sessioni nelle quali schierare dei giovani debuttanti.
Per questo Gran Premio la FIA designa il portoghese Eduardo Freitas quale direttore di gara. L'ex pilota di Formula 1 Vitantonio Liuzzi è nominato commissario aggiunto. L'italiano ha svolto in passato, in diverse occasioni, tale funzione, l'ultima al Gran Premio di Spagna. Inizialmente era stato designato l'ex pilota brasiliano della categoria Enrique Bernoldi, il quale fu commissario aggiuntivo l'ultima volta nel precedente Gran Premio d'Austria. È la casa automobilistica inglese Mercedes a fornire la safety car e la medical car.

## Prove

### Resoconto
La temperatura dell'asfalto raggiunge i 60 °C, costringendo i piloti ad effettuare un giro di lancio molto lento, per evitare di stressare troppo gli pneumatici. Charles Leclerc è il pilota più rapido, precedendo, di meno di un decimo, Max Verstappen. Il pilota della Ferrari ha chiuso con un tempo di circa mezzo secondo più lento, rispetto al miglior tempo dell'analoga sessione del 2021. Verstappen, dal suo canto, ha girato col vecchio fondo piatto, a differenza di Sergio Pérez, che con quello nuovo ha colto solo il sesto tempo. Il messicano è stato anche autore di un testacoda. Col terzo tempo si è classificato Carlos Sainz Jr., che ha preceduto George Russell, staccato però di quasi un secondo dalla prestazione di Leclerc. Si è ben comportato Alexander Albon con la Williams, che ha chiuso in ottava posizione.
Sainz Jr. è il più veloce della seconda sessione, che si svolge con un asfalto leggermente meno caldo, rispetto alla prima. Per la prima volta in stagione i tempi sono più bassi di quelli ottenuti in un'analoga sessione della stagione precedente. Alle spalle dello spagnolo si è confermato Leclerc. I due ferraristi, divisi tra loro da un decimo, unici sotto il minuto e 33 secondi sul giro, staccano, di mezzo secondo, Verstappen. Il pilota della Red Bull Racing soffre per una vettura sottosterzante, che non gli ha permesso di effettuare un vero long run, anche se i tempi in configurazione di gara appaiono competitivi. Dietro al campione del mondo si sono classificate le due Mercedes, mentre Pérez è stato penalizzato dalla necessità di sistemare il fondo, dopo che la scuderia ha deciso di rimontare, anche sulla sua monoposto, la vecchia versione.
Durante le prime due sessioni di prove libere del venerdì, Carlos Sainz Jr. e Sebastian Vettel utilizzano l'assemblaggio di una trasmissione al di fuori dell'allocazione prevista secondo il regolamento tecnico. Entrambi i piloti non sono penalizzati sulla griglia di partenza in quanto tale operazione rientra tra quelle effettuabili nel numero massimo consentito dal regolamento tecnico.
Prima dell'inizio della terza sessione di prove libere del sabato, la terza scatola del cambio e la terza trasmissione viene installata sulla vettura di Carlos Sainz Jr., Fernando Alonso e Yuki Tsunoda. Tutti i piloti non sono penalizzati sulla griglia di partenza in quanto i nuovi componenti rientrano tra quelli utilizzabili nel numero massimo stabilito dal regolamento tecnico.
Sulla vettura di Charles Leclerc viene installata la settima unità relativa all'impianto di scarico. Il pilota monegasco della Ferrari non è penalizzato sulla griglia di partenza in quanto il nuovo componente installato rientra tra quelli utilizzabili nel numero massimo stabilito dal regolamento tecnico. Sulla vettura di Carlos Sainz Jr. e Kevin Magnussen viene installata la quarta unità relativa al motore a combustione interna, al turbocompressore, all'MGU-H e all'MGU-K, e la quinta unità relativa all'impianto di scarico. Entrambi i piloti sono costretti a partire dal fondo dello schieramento in quanto i primi quattro nuovi componenti installati superano quelli utilizzabili nel numero massimo stabilito dal regolamento tecnico.
Verstappen è il pilota migliore della sessione del sabato. L'olandese, già competitivo con le gomme a mescola media, ha ottenuto la sua prestazione migliore montando gomme morbide. La Red Bull Racing si è dimostrata più competitiva, rispetto a venerdì, sul giro secco, ma meno sulla simulazione di gara. Alle spalle del campione del mondo si sono classificate le due Ferrari. Le vetture italiane non sono riuscite a migliorarsi rispetto al venerdì, anche per una temperatura dell'asfalto più bassa. Leclerc è stato anche autore di un testacoda. Hamilton ha preceduto Pérez, ma entrambi sono lontani dal tempo di Verstappen. Sebastian Vettel ha dovuto interrompere la sessione per problemi tecnici sulla sua monoposto.
Al termine della terza sessione di prove libere del sabato, Lando Norris e Lance Stroll vengono convocati dai commissari sportivi in quanto il pilota britannico ha ostacolato quello canadese durante una prova di partenza. Il pilota britannico della McLaren non riceve sanzioni.
L'AlphaTauri è stata multata di 1 000 euro da parte della Federazione in quanto Pierre Gasly ha superato il limite di velocità stabilito nella corsia dei box.

### Risultati
Nella prima sessione del venerdì si è avuta questa situazione:
| Pos | Nº | Pilota           | Costruttore          | Tempo    | Gap    | Giri |
| --- | -- | ---------------- | -------------------- | -------- | ------ | ---- |
| 1   | 16 | Charles Leclerc  | Ferrari              | 1'33"930 |        | 23   |
| 2   | 1  | Max Verstappen   | Red Bull Racing-RBPT | 1'34"021 | +0"091 | 19   |
| 3   | 55 | Carlos Sainz Jr. | Ferrari              | 1'34"268 | +0"338 | 21   |

Nella seconda sessione del venerdì si è avuta questa situazione:
| Pos | Nº | Pilota           | Costruttore          | Tempo    | Gap    | Giri |
| --- | -- | ---------------- | -------------------- | -------- | ------ | ---- |
| 1   | 55 | Carlos Sainz Jr. | Ferrari              | 1'32"527 |        | 22   |
| 2   | 16 | Charles Leclerc  | Ferrari              | 1'32"628 | +0"101 | 22   |
| 3   | 1  | Max Verstappen   | Red Bull Racing-RBPT | 1'33"077 | +0"550 | 17   |

Nella sessione del sabato mattina si è avuta questa situazione:
| Pos | Nº | Pilota           | Costruttore          | Tempo    | Gap    | Giri |
| --- | -- | ---------------- | -------------------- | -------- | ------ | ---- |
| 1   | 1  | Max Verstappen   | Red Bull Racing-RBPT | 1'32"272 |        | 23   |
| 2   | 55 | Carlos Sainz Jr. | Ferrari              | 1'32"626 | +0"354 | 14   |
| 3   | 16 | Charles Leclerc  | Ferrari              | 1'32"909 | +0"637 | 20   |

## Qualifiche

### Resoconto
All'inizio della sessione di qualifica la temperatura dell'aria è di 31 gradi, mentre l'asfalto si attesta sui 56. Dopo che i piloti di alcune scuderie di secondo piano hanno completato il loro primo tentativo, Leclerc ottiene 1'31"727. Alle sue spalle si pone Sergio Pérez, staccato di 6 decimi. Le Alfa Romeo colgono il terzo e quinto tempo, prima dell'arrivo di Max Verstappen, che è a soli 164 millesimi dal tempo del ferrarista. Norris sale quarto, staccato di quasi un secondo dalla vetta. Le Mercedes sono sesta e settima, davanti a Daniel Ricciardo. Tra le prime posizioni si inserisce anche Fernando Alonso che, poco dopo, è quinto.
I piloti effettuano sia il giro di riscaldamento e quello di raffreddamento, prima di tentare un secondo giro rapido, molto lentamente, e questo porta a delle situazioni di pericolo, al sopraggiungere degli altri concorrenti che, invece, sono nel loro giro rapido. Carlos Sainz Jr., costretto all'ultima fila, effettua comunque un tentativo, ponendosi in terza posizione. Con l'ultimo giro rapido si migliora Mick Schumacher, che entra tra i qualificati, prima che il suo tempo venga annullato, per aver sorpassato i limiti della pista. L'altro pilota della Haas, Magnussen, riesce a entrare tra i qualificati alla fase successiva. Anche Magnussen, penalizzato, partirà dall'ultima fila. Oltre al tedesco, vengono eliminati Pierre Gasly, Lance Stroll, Zhou Guanyu e Nicholas Latifi. La Haas invia un immediato ricorso, avverso alla decisione della direzione di gara sul tempo cancellato a Schumacher, che viene però rigettato.
In Q2 Lewis Hamilton fa segnare 1'33"329, piazzandosi subito in vetta, davanti all'altro pilota della Mercedes, George Russell. Il tempo dell'ex campione del mondo è migliorato dal connazionale Norris. Leclerc è capace di battere il tempo del pilota della McLaren, con 1'32"587, tempo peggiore rispetto alla migliore prestazione della prima fase. I due piloti della Red Bull Racing si portano, dopo poco, al comando: Pérez prima segna 1'32"120, in seguito Verstappen chiude il giro in 1'31"990. Siccome Magnussen, anche lui penalizzato, e partente dall'ultima fila, ha comunque colto un tempo nella sessione, anche Sainz Jr. decide di provare la pista, per restare davanti al danese. Lo spagnolo sale in terza posizione. Ocon sale sesto, si migliora anche Bottas, che entra tra i migliori dieci. Ci riescono anche Yuki Tsunoda e Alonso. Oltre alla lotta per entrare in Q3 c'è anche quella per la miglior prestazione di sessione, con Leclerc che passa al secondo posto. Alla fine anche Magnussen è capace di cogliere un tempo sufficiente alla qualificazione. Gli eliminati della Q2 sono Ricciardo, Ocon, Bottas, Vettel e Albon.
Nella fase decisiva Pérez coglie il tempo di riferimento (1'31"640), molto davanti ad Alonso e Tsunoda. Il tempo del messicano è battuto da Leclerc: le due Ferrari fanno gioco di squadra, con Sainz Jr. che offre la scia al compagno di team, in rettilineo e anche alla curva Signes. Verstappen è secondo, con un distacco di otto decimi dal tempo di Leclerc. Alle spalle del trio di testa salgono Russell e Hamilton, mentre Sainz Jr. non ha completato il suo giro. Norris batte Alonso, mentre anche Magnussen, così come Sainz Jr., decide di non far segnare tempi in questa fase delle qualifiche. Col secondo tentativo rapido si ripete lo schema seguito dalla Ferrari: Leclerc sfrutta la scia di Sainz Jr.. Il monegasco, in realtà, si migliora già nel primo settore, dove la scia non è presente. Il pilota della Ferrari lima il tempo del primo tentativo, cosa che non fa, invece, Verstappen.
Charles Leclerc conquista la settima pole position stagionale per la prima volta dal Gran Premio d'Azerbaigian, la sedicesima in carriera, come il numero della sua vettura, eguagliando il numero delle pole position ottenute da Stirling Moss, Felipe Massa e Verstappen. Il pilota monegasco della Ferrari è al terzo posto per numero di pole position con la scuderia di Maranello, eguagliando proprio Massa e posizionandosi dietro a Niki Lauda con 23 e a Michael Schumacher con 58. Leclerc pareggia lo stesso numero di partenze al palo conquistate durante la stagione 2019 dove ottenne per la prima volta in carriera il Trofeo Pole FIA, premio annualmente assegnato dalla stagione 2014 per il maggior numero di partenze in pole position in tutto il campionato. La Ferrari conquista la pole position nel Gran Premio di Francia per la prima volta dall'edizione del 2008 grazie a Kimi Räikkönen, Gran Premio all'epoca corso per l'ultima volta sul circuito di Nevers Magny-Cours e prima dell'interruzione fino alla stagione 2018, quando la gara tornò in calendario sul circuito del Paul Ricard. È la terza partenza al palo per il costruttore italiano su questa pista, dopo l'edizione del 1975 con Niki Lauda e quella del 1990 con Nigel Mansell. Il vincitore del Gran Premio è sempre partito dalla prima piazzola da quando il circuito del Paul Ricard è tornato in calendario nel 2018. Verstappen, secondo, condivide la prima fila con Leclerc per la sesta volta in stagione, mentre per Pérez la terza posizione è il miglior risultato in qualifica su questa pista. La Red Bull Racing presenta due vetture nelle prime tre posizioni su questo circuito per la prima volta. Hamilton, quarto, eguaglia il miglior risultato della Mercedes ottenuto in qualifica nel corso del campionato, ed è la prima volta in stagione che la scuderia tedesca si qualifica in quarta posizione per due Gran Premi consecutivi, dopo Russell nel precedente Gran Premio d'Austria. L'ex pilota della Williams, sesto, testimonia che i due piloti della Mercedes sono a pari merito con sei nel confronto testa a testa in qualifica. Per la terza volta in stagione, il costruttore tedesco presenta entrambe le monoposto nelle prime sei posizioni. Norris, quinto, si qualifica nella stessa posizione dove ha terminato la gara nella precedente edizione del 2021. Alonso parte settimo, ed è la quinta volta che si è qualificato in questa posizione da quando è tornato in Formula 1 alla guida dell'Alpine nel 2021. All'epoca ottenne solo quattro partenze nei primi sei. Tsunoda, ottavo, eguaglia il miglior risultato in qualifica ottenuto nel Gran Premio d'Azerbaigian. Ricciardo, undicesimo, con una sola presenza in Q3 nelle ultime sei gare del campionato, parte comunque in nona posizione grazie alle penalità di Sainz Jr. e Magnussen. Ocon, dodicesimo, dopo essere partito undicesimo nelle ultime due partecipazioni su questa pista, parte comunque in decima posizione grazie alle penalità per quella che è la miglior partenza nel Gran Premio di casa. Bottas viene eliminato in Q2 per la sesta gara consecutiva, mentre per Vettel, al quattordicesimo posto, il quale parte dodicesimo grazie alle penalità, è il miglior risultato in qualifica dal Gran Premio d'Azerbaigian. Albon, quindicesimo, ma tredicesimo in griglia grazie alle due penalità, accede al Q2 grazie ad un tempo cancellato a Mick Schumacher dai commissari sportivi per non aver rispettato i limiti della pista. Gasly viene eliminato in Q1 per la quarta volta in stagione dopo non essere mai stato eliminato in questa fase per tutto il campionato precedente, mentre per Stroll è la settima consecutiva eliminazione in Q1, senza aver mai superato questa fase su questa pista. Zhou è eliminato in Q1 per la seconda gara consecutiva per la prima volta in campionato, mentre Schumacher, eliminato nella stessa fase dopo essersi visto cancellato un tempo che gli sarebbe valso l'accesso al Q2, ottenne comunque punti nel Gran Premio di Gran Bretagna, dove fu eliminato sempre nel Q1. Latifi è stato il pilota meno rapido in qualifica per la prima volta dal Gran Premio di Spagna.
Sono stati cancellati tre tempi dai commissari sportivi ai piloti per non aver rispettato i limiti della pista, durante le qualifiche. Si sono visti cancellare il tempo Daniel Ricciardo alla curva 6, Mick Schumacher e Yuki Tsunoda entrambi alla curva 3.

### Risultati
Nella sessione di qualifica si è avuta questa situazione:
| Pos                         | Nº | Pilota           | Costruttore                  | Q1       | Q2       | Q3          | Griglia |
| --------------------------- | -- | ---------------- | ---------------------------- | -------- | -------- | ----------- | ------- |
| 1                           | 16 | Charles Leclerc  | Ferrari                      | 1'31"727 | 1'31"216 | 1'30"872    | 1       |
| 2                           | 1  | Max Verstappen   | Red Bull Racing-RBPT         | 1'31"891 | 1'31"990 | 1'31"176    | 2       |
| 3                           | 11 | Sergio Pérez     | Red Bull Racing-RBPT         | 1'32"354 | 1'32"120 | 1'31"335    | 3       |
| 4                           | 44 | Lewis Hamilton   | Mercedes                     | 1'33"041 | 1'32"274 | 1'31"765    | 4       |
| 5                           | 4  | Lando Norris     | McLaren-Mercedes             | 1'32"672 | 1'32"777 | 1'32"032    | 5       |
| 6                           | 63 | George Russell   | Mercedes                     | 1'33"109 | 1'32"633 | 1'32"131    | 6       |
| 7                           | 14 | Fernando Alonso  | Alpine-Renault               | 1'32"819 | 1'32"631 | 1'32"552    | 7       |
| 8                           | 22 | Yuki Tsunoda     | AlphaTauri-RBPT              | 1'33"394 | 1'32"836 | 1'32"780    | 8       |
| 9                           | 55 | Carlos Sainz Jr. | Ferrari                      | 1'32"297 | 1'31"081 | senza tempo | 19      |
| 10                          | 20 | Kevin Magnussen  | Haas-Ferrari                 | 1'32"756 | 1'32"649 | senza tempo | 20      |
| 11                          | 3  | Daniel Ricciardo | McLaren-Mercedes             | 1'33"404 | 1'32"922 | N.D.        | 9       |
| 12                          | 31 | Esteban Ocon     | Alpine-Renault               | 1'33"346 | 1'33"048 | N.D.        | 10      |
| 13                          | 77 | Valtteri Bottas  | Alfa Romeo-Ferrari           | 1'33"034 | 1'33"052 | N.D.        | 11      |
| 14                          | 5  | Sebastian Vettel | Aston Martin Aramco-Mercedes | 1'33"285 | 1'33"276 | N.D.        | 12      |
| 15                          | 23 | Alexander Albon  | Williams-Mercedes            | 1'33"423 | 1'33"307 | N.D.        | 13      |
| 16                          | 10 | Pierre Gasly     | AlphaTauri-RBPT              | 1'33"439 | N.D.     | N.D.        | 14      |
| 17                          | 18 | Lance Stroll     | Aston Martin Aramco-Mercedes | 1'33"439 | N.D.     | N.D.        | 15      |
| 18                          | 24 | Zhou Guanyu      | Alfa Romeo-Ferrari           | 1'33"674 | N.D.     | N.D.        | 16      |
| 19                          | 47 | Mick Schumacher  | Haas-Ferrari                 | 1'33"701 | N.D.     | N.D.        | 17      |
| 20                          | 6  | Nicholas Latifi  | Williams-Mercedes            | 1'33"794 | N.D.     | N.D.        | 18      |
| Tempo limite 107%: 1'38"148 |    |                  |                              |          |          |             |         |

In grassetto sono indicate le migliori prestazioni in Q1, Q2 e Q3.

## Gara

### Resoconto
Charles Leclerc, allo spegnimento dei semafori, mantiene il comando della gara, seguito da Max Verstappen e da Lewis Hamilton, che ha passato al via Sergio Pérez. Dietro Fernando Alonso ha la meglio su Lando Norris e George Russell. Nelle retrovie alla chicane dopo il lungo rettilineo c'è un contatto tra Esteban Ocon e Yuki Tsunoda, con quest'ultimo che finisce in testacoda. Il francese dell'Alpine viene poi penalizzato di cinque secondi dalla direzione gara. Russell ripassa lo spagnolo, al terzo giro. Nei primi giri Verstappen sembra avvicinarsi a Leclerc, riuscendo anche ad attaccare, ma senza successo, al quinto giro. Anche l'altro pilota della Red Bull Racing, Pérez, si avvicina al pilota che lo precede, Hamilton. In fondo al gruppo sono autori di una rimonta sia Sainz Jr. che Magnussen, entrambi partiti dall'ultima fila.
Al settimo giro Magnussen è dodicesimo, prima di essere passato proprio dallo spagnolo della Ferrari. Il danese si ferma per il cambio gomme, già all'ottavo giro. Davanti Leclerc amplia il margine su Verstappen, e anche Pérez si riallontana da Hamilton, facendo avvicinare Russell. Al quindicesimo giro Leclerc comanda con quasi due secondi di vantaggio su Verstappen, quasi nove su Hamilton, mentre Pérez si trova a oltre dodici secondi. Seguono Russell, Alonso e Norris. Nel frattempo Sainz Jr., dopo aver passato le due Aston Martin, si trova in zona punti. Verstappen si ferma al sedicesimo giro, e passa a gomme dure. Il campione del mondo rientra in pista alle spalle di Norris, che però passa presto. Nello stesso giro Sainz Jr. ha la meglio su Ricciardo, per la nona piazza. Al diciassettesimo giro, poco prima di rientrare ai box, Leclerc esce di pista a causa di un testacoda alla Beausset. Il ferrarista finisce contro le barriere e non riesce a riprendere la gara. La direzione gara invia in pista la safety car: molti piloti ne approfittano per effettuare la loro sosta. Al momento del rilascio dalla piazzola dei box della vettura di Sainz Jr. sopraggiunge la Williams di Alexander Albon: viene sfiorato l'incidente, e la direzione di gara penalizza lo spagnolo di cinque secondi.
Alla ripresa della gara, nella sua valenza agonistica, Verstappen si trova in testa, seguito da Hamilton, Pérez, Russell, Alonso, Norris e Ricciardo. Il duo della McLaren viene superato da Sainz Jr. che, al ventiduesimo giro, passa anche Alonso. C'è anche un contatto tra Zhou Guanyu e Mick Schumacher, col tedesco che finisce in testacoda e il cinese costretto ai box, per cambiare l'ala anteriore. Zhou viene poi penalizzato di cinque secondi dai commissari. Verstappen porta il margine su Hamilton a tre secondi e mezzo, terzo è Pérez staccato di cinque secondi. Al ventinovesimo giro Sainz Jr., dopo un tentativo infruttuoso alla chicane dopo il lungo rettilineo, affianca Russell, per passarlo all'esterno, alla Signes. La progressione del pilota della Ferrari prosegue nei giri successivi, tanto che al quarantesimo giro, attacca Pérez, sempre alla Signes, per poi completare il sorpasso nella parte mista seguente. Due giri dopo però la scuderia di Maranello richiama ai box lo spagnolo, per montargli gomme nuove. Egli rientra in gara solo ottavo. In cinque giri Sainz Jr., che al pit stop ha scontato i cinque secondi di penalità inflittigli, risupera le due McLaren e Alonso.
Nei giri successivi si infiamma la lotta per il terzo posto, con Russell che mette pressione a Pérez, sfiorando anche il tamponamento all'ultima curva. A cinque giri dal termine Zhou è costretto a fermare la sua Alfa Romeo all'uscita della Sainte Baume. In questo caso la direzione di gara reputa sufficiente la virtual safety car. Alla ripartenza Russell sorprende Pérez, molto lento nell'ultimo settore della pista. Il britannico entra così sul podio virtuale. Il messicano tenta, negli ultimi giri, di riprendersi la terza posizione, ma senza avere successo.
Max Verstappen vince il ventisettesimo Gran Premio in carriera, eguagliando le vittorie di Jackie Stewart, al settimo posto nella classifica di tutti i tempi per numero di gare vinte, davanti a Hamilton, come nell'edizione del 2021, e Russell. Per l'olandese è la settima vittoria stagionale, per la prima volta dal Gran Premio del Canada, e la seconda vittoria consecutiva sul circuito del Paul Ricard, dopo quella del 2021, nel centotrentesimo Gran Premio con la Red Bull Racing, all'ottavo successo del campionato, battendo il record di Mark Webber. Verstappen ha completato durante la gara il millecinquecentesimo giro in carriera, il tredicesimo pilota nella storia del mondiale a raggiungere questa cifra. La scuderia austriaca bissa il successo nel Gran Premio di Francia con un propulsore sotto una diversa denominazione dopo l'edizione del 2021 con i motori marchiati Honda. Hamilton, secondo per la quarantanovesima volta in carriera, ed estendendo il suo record di tutti i tempi, al trecentesimo Gran Premio, rappresenta per la Mercedes il primo arrivo stagionale nelle prime due posizioni, dopo che la scuderia tedesca ha terminato in terza posizione in altri sette Gran Premi del campionato. Per la prima volta in stagione e dal Gran Premio d'Arabia Saudita 2021 la Mercedes presenta entrambe le vetture a podio grazie al terzo posto di Russell. L'ex pilota della Williams è arrivato tra i primi cinque in ogni gara del campionato quando ha superato la prima curva. Verstappen e Hamilton finiscono sul podio per la cinquantesima volta nella storia del mondiale. Sainz Jr., quinto con il giro veloce, al miglior risultato su questa pista, e dopo essere partito diciannovesimo, ha completato 24 giri con la gomma media durante la metà di gara, eguagliando lo stint più lungo di qualsiasi pilota con questa mescola nella precedente stagione. Alonso, sesto, batte il record di tutti i tempi per il maggior numero di giri completati in Formula 1, superando i 18 621 giri segnati da Kimi Räikkönen. Per lo spagnolo è stato solamente il secondo piazzamento nelle prime sei posizioni dopo il quinto posto nel Gran Premio di Gran Bretagna. È stato il miglior risultato per l'Alpine fin da quando il circuito del Paul Ricard è tornato nel calendario del mondiale nella stagione 2018 con il Gran Premio di Francia. Con Ocon in ottava posizione, per la prima volta a punti nel Gran Premio di casa, entrambe le vetture della scuderia francese terminano nelle prime otto posizioni per la prima volta in stagione. Norris termina settimo per il secondo Gran Premio consecutivo, mentre Ricciardo, nono, ottiene punti in due gare consecutive per la prima volta in stagione. I piloti della McLaren terminano nelle stesse posizioni del precedente Gran Premio d'Austria. Stroll, decimo, ottiene punti per la quarta volta in stagione, sempre terminando in questa posizione, nel giorno in cui l'Aston Martin celebra i 100 anni dalla partecipazione al primo Gran Premio proprio di Francia nel 1922 a Strasburgo. Vettel, undicesimo, non ottiene punti per la prima volta su questa pista, mentre Leclerc, al terzo ritiro in stagione, abbandona sempre la gara mentre la conduce, dopo i Gran Premi di Spagna e Azerbaigian, in tutti e tre i casi dopo aver segnato la pole position, per una perdita potenziale di 75 punti. Accade per la sesta volta nella storia del mondiale che il pilota monegasco parte dalla prima posizione, mentre la vittoria del Gran Premio è appannaggio di Verstappen, il quale conduce la classifica piloti con il margine più alto mai ottenuto sul secondo, Leclerc, distante 63 punti.
Sono stati cancellati 10 tempi dai commissari sportivi ai piloti per non aver rispettato i limiti della pista, durante la gara. Si sono visti cancellare il tempo due volte Sergio Pérez (entrambe le volte alla curva 3) e Lando Norris (entrambe le volte alla curva 6), una volta Lance Stroll (alla curva 3), Max Verstappen (alla curva 6), Carlos Sainz Jr. (alla curva 3), Nicholas Latifi (alla curva 3), Alexander Albon (alla curva 3) e Pierre Gasly (alla curva 3).

### Risultati
I risultati del Gran Premio sono i seguenti:
| Pos | Nº | Pilota           | Costruttore                  | Giri | Tempo/Ritiro                | Griglia | Punti |
| --- | -- | ---------------- | ---------------------------- | ---- | --------------------------- | ------- | ----- |
| 1   | 1  | Max Verstappen   | Red Bull Racing-RBPT         | 53   | 1h30'02"112                 | 2       | 25    |
| 2   | 44 | Lewis Hamilton   | Mercedes                     | 53   | +10"587                     | 4       | 18    |
| 3   | 63 | George Russell   | Mercedes                     | 53   | +16"495                     | 6       | 15    |
| 4   | 11 | Sergio Pérez     | Red Bull Racing-RBPT         | 53   | +17"310                     | 3       | 12    |
| 5   | 55 | Carlos Sainz Jr. | Ferrari                      | 53   | +28"872                     | 19      | 11    |
| 6   | 14 | Fernando Alonso  | Alpine-Renault               | 53   | +42"879                     | 7       | 8     |
| 7   | 4  | Lando Norris     | McLaren-Mercedes             | 53   | +52"026                     | 5       | 6     |
| 8   | 31 | Esteban Ocon     | Alpine-Renault               | 53   | +56"959                     | 10      | 4     |
| 9   | 3  | Daniel Ricciardo | McLaren-Mercedes             | 53   | +1'00"372                   | 9       | 2     |
| 10  | 18 | Lance Stroll     | Aston Martin Aramco-Mercedes | 53   | +1'02"549                   | 15      | 1     |
| 11  | 5  | Sebastian Vettel | Aston Martin Aramco-Mercedes | 53   | +1'04"494                   | 12      |       |
| 12  | 10 | Pierre Gasly     | AlphaTauri-RBPT              | 53   | +1'05"448                   | 14      |       |
| 13  | 23 | Alexander Albon  | Williams-Mercedes            | 53   | +1'08"565                   | 13      |       |
| 14  | 77 | Valtteri Bottas  | Alfa Romeo-Ferrari           | 53   | +1'16"666                   | 11      |       |
| 15  | 47 | Mick Schumacher  | Haas-Ferrari                 | 53   | +1'20"394                   | 17      |       |
| 16  | 24 | Zhou Guanyu      | Alfa Romeo-Ferrari           | 47   | Motore                      | 16      |       |
| Rit | 6  | Nicholas Latifi  | Williams-Mercedes            | 40   | Collisione con K. Magnussen | 18      |       |
| Rit | 20 | Kevin Magnussen  | Haas-Ferrari                 | 37   | Collisione con N. Latifi    | 20      |       |
| Rit | 16 | Charles Leclerc  | Ferrari                      | 17   | Incidente                   | 1       |       |
| Rit | 22 | Yuki Tsunoda     | AlphaTauri-RBPT              | 17   | Sottoscocca                 | 8       |       |

Carlos Sainz Jr. riceve un punto addizionale per aver segnato il giro più veloce della gara.

## Classifiche mondiali

### Piloti
| Pos | Pilota           | Punti |
| --- | ---------------- | ----- |
| 1   | Max Verstappen   | 233   |
| 2   | Charles Leclerc  | 170   |
| 3   | Sergio Pérez     | 163   |
| 4   | Carlos Sainz Jr. | 144   |
| 5   | George Russell   | 143   |
| 6   | Lewis Hamilton   | 127   |
| 7   | Lando Norris     | 70    |
| 8   | Esteban Ocon     | 56    |
| 9   | Valtteri Bottas  | 46    |
| 10  | Fernando Alonso  | 37    |
| 11  | Kevin Magnussen  | 22    |
| 12  | Daniel Ricciardo | 19    |
| 13  | Pierre Gasly     | 16    |
| 14  | Sebastian Vettel | 15    |
| 15  | Mick Schumacher  | 12    |
| 16  | Yuki Tsunoda     | 11    |
| 17  | Zhou Guanyu      | 5     |
| 18  | Lance Stroll     | 4     |
| 19  | Alexander Albon  | 3     |

### Costruttori
| Pos | Costruttore                  | Punti |
| --- | ---------------------------- | ----- |
| 1   | Red Bull Racing-RBPT         | 396   |
| 2   | Ferrari                      | 314   |
| 3   | Mercedes                     | 270   |
| 4   | Alpine-Renault               | 93    |
| 5   | McLaren-Mercedes             | 89    |
| 6   | Alfa Romeo-Ferrari           | 51    |
| 7   | Haas-Ferrari                 | 34    |
| 8   | AlphaTauri-RBPT              | 27    |
| 9   | Aston Martin Aramco-Mercedes | 19    |
| 10  | Williams-Mercedes            | 3     |

## Decisioni della FIA
Al termine della gara, Nicholas Latifi e Kevin Magnussen vengono convocati dai commissari sportivi a seguito di una collisione in fase di duello alla curva 2. I due piloti non ricevono sanzioni.
La Federazione chiarisce in una nota quanto accaduto in occasione della ripartenza successiva alla neutralizzazione della gara sotto il regime di virtual safety car, dove il pilota messicano della Red Bull Racing, Sergio Pérez, colto di sorpresa ed interpretando erroneamente le comunicazioni della direzione gara, è stato sorpassato da quello britannico della Mercedes, George Russell, ottenendo il gradino più basso del podio. Secondo quanto viene sottolineato dalla Federazione, tutte le squadre erano state avvertite in tempo reale delle nuove indicazioni riguardanti la conclusione del periodo di virtual safety car. Nella nota viene indicato che è stato inviato un secondo messaggio di fine neutralizzazione a causa di un problema hardware che ha portato a un passaggio automatico a sistemi di backup, i quali hanno funzionato esattamente come dovrebbero in quello scenario. Viene reso noto che il ritardo è dipeso da un problema del sistema computerizzato e si è dovuti ricorrere quindi alla soluzione di emergenza prevista e questo ha causato il ritardo rispetto al momento della ripartenza originariamente prevista.